# Sé titular de Justiniana Prima
O Arcebispado de Justiniana Prima, ou Arquidiocese de Justiniana Prima (em latim: Archiodioecesis Iustinianensis Prima), foi uma antiga circunscrição eclesiástica com sede na cidade de Justiniana Prima (em latim: Iustiniana Prima), uma arquidiocese autocéfala com jurisdição sobre a diocese romana tardia da Dacia (maior parte da Sérvia de hoje e partes dos estados atuais da Bulgária, Macedônia do Norte, Albânia e Montenegro) nas partes centrais do sudeste da Europa. É uma sé suprimida e sé titular da Igreja Católica Romana.

## História

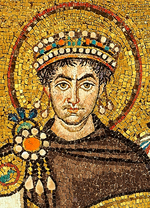
Imperador Justiniano I

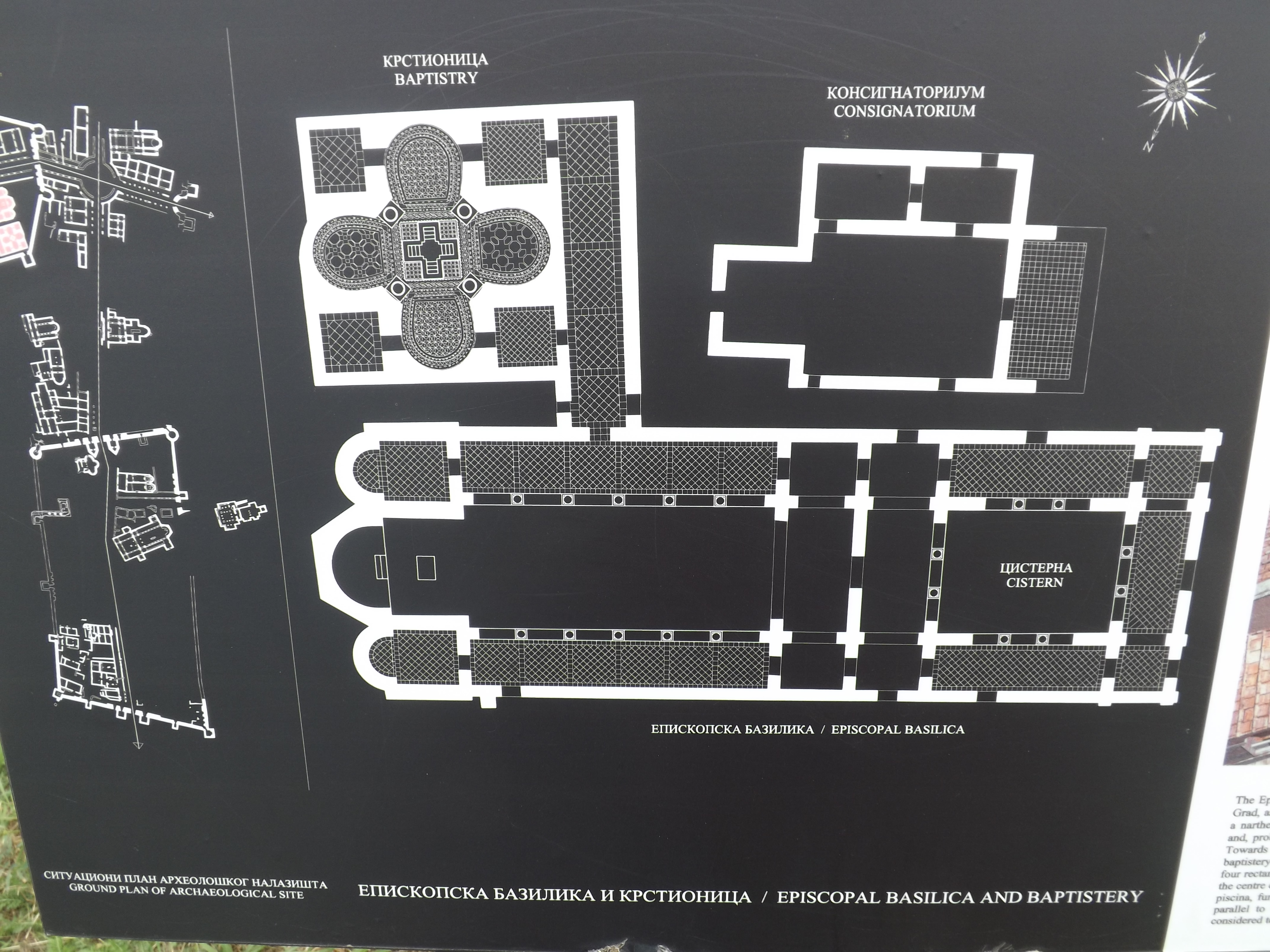
Planta baixa da Catedral Basílica na cidade de Justiniana Prima

Até 535, a administração eclesiástica nas províncias romanas tardias e bizantinas pertencentes à diocese imperial da Dácia era organizada de acordo com o princípio dos metropolitas provinciais. Como a diocese da Dácia fazia parte da Prefeitura da Ilíria, cuja sede era em Tessalônica, todos os metropolitas provinciais da área da referida prefeitura reconheceram a primazia do arcebispo de Tessalônica.
Como parte da reorganização da administração eclesiástica, o Imperador Justiniano I (527-565) em 535, tomou uma decisão sobre o estabelecimento de um novo arcebispado, com sede em sua suposta cidade natal de Justiniana Prima (perto do atual Lebane, sul da Sérvia). O recém-criado arcebispado recebeu jurisdição sobre metrópoles e bispados em todas as províncias que faziam parte da diocese imperial da Dácia (Primeira Mésia, Dácia Costeira, Dácia Mediterrânea, Dardânia, Prevalitana), incluindo partes da Segunda Panônia e Segunda Macedônia. Após reorganização adicional, que foi realizada no ano seguinte, a Segunda Macedônia ficou fora da jurisdição do arcebispo de Justiniana Prima.
O estabelecimento do arcebispado é mencionado no próprio Romance XI de Justiniano, de 535, quando ele promove o metropolita a arcebispo, independente do arcebispo de Tessalônica. O estabelecimento é visto como parte da rivalidade entre Justiniano e o arcebispo da Ilíria Oriental, que era um vigário papal (lugar-tenente).
Em 545 Justiniano promulgou outra lei sublinhando os direitos episcopais e o status de Justiniana Prima, o que também é confirmado por cartas trocadas entre Justiniano e Papa Gregório I no final do séc. VI.
Em 553 participaram arcebispos da área da arquidiocese de Justiniana Prima, no Quinto Concílio Ecumênico, realizado em Constantinopla.
As áreas do norte do arcebispado sofreram muito durante a Guerra Avaro-Bizantina (582-584), e toda a área foi saqueada e destruída após 602, ano em que ocorreu sua última menção, quando houve um colapso total do poder bizantino em todas as áreas que pertenciam a este arcebispado.

## Administração

Dioceses romanas nos Bálcãs (Séc. VI d.C.)

A sé Arquiepiscopal ficava em Justiniana Prima. Segundo a Novela XI, emitida em 535, o primeiro Arcebispo recebeu jurisdição canônica sobre as seguintes províncias bizantinas, principalmente no território da Diocese da Dácia: 
- Dácia Mediterrânea;
- Dácia Ripense;
- Mésia Prima;
- Dardânia;
- Prevalitana;
- Macedônia Secunda;
- Parte da Panônia Secunda.

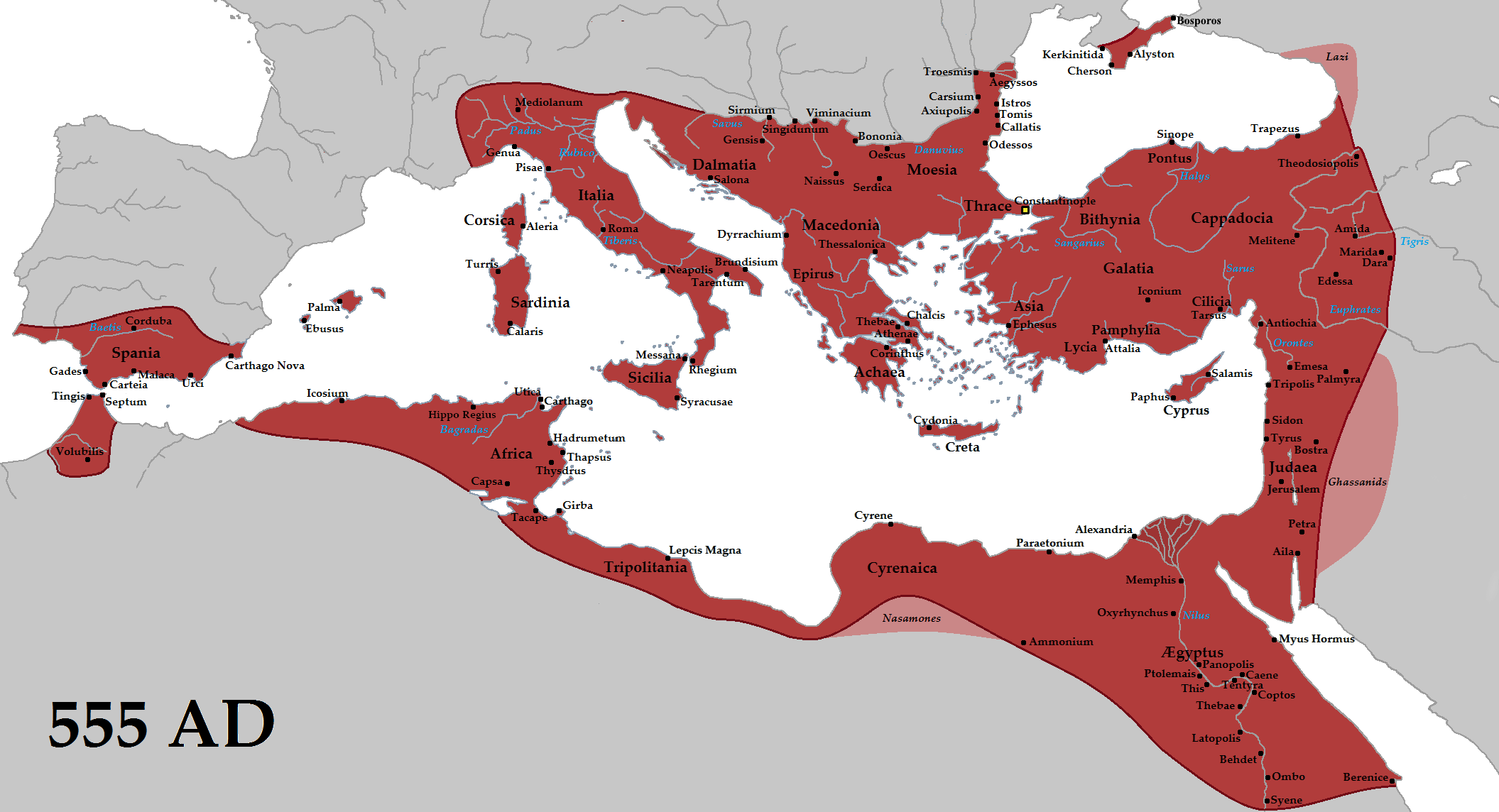
Império Romano na época de Justiniano I (c. 555)

Mas por volta de 545, na Novela CXXXI, a Macedônia Secunda foi omitida.

### Sufragânea
- Sé de Nis, cátedra em Naissópolis (Niš, Sérvia).

### Arcebispos
- Cateliano - Metropolita, tornando-se o primeiro arcebispo em 535 d.C.;
- Benato (c. 549 ou 553);[13]
- Paulo;
- João I (c. 591 ou 595);[14]
- Leão;
- João IX - Participou do Concílio de Trullo em Constantinopla, em 680/681.

## Sucessores

### Ortodoxos
O Arcebispado de Ocrida era visto como o sucessor do antigo arcebispado. O arcebispo João IV, sobrinho do Imperador [[[[Aleixo I Comneno|[Aleixo I Comneno]], ressuscitou o título de Arcebispo de Justiniana Prima em 1143 para seu próprio uso.

### Católicos romanos
É uma das sés titulares enumeradas no Annuario Pontificio.
Teve os seguintes titulares, todos de categoria arquiepiscopal:
- Giovanni Panico (1935 - 1962);
- Aurelio Sabattani (1965 - 1983);
- Édouard Gagnon, P.S.S. (1983 - 1985);
- Jean-Claude Périsset (1998 -).